# Reyes Coca-Cola Bottling
Reyes Coca-Cola Bottling est un embouteilleur américain indépendant de la Coca-Cola Company, filiale du groupe Reyes Holdings fondé en 2017 et officiant en Californie et au Nevada.

## Historique
Le 16 mai 2017, Reyes Holdings annonce l'achat de la division occidentale de Coca-Cola Refreshments gérant la Californie et le Nevada qu'elle baptise Reyes Coca-Cola.
Le 5 décembre 2017, Reyes Coca-Cola achète pour 14,8 millions d'USD une usine d'embouteillage située à Natomas, près de Sacramento.